# Salvador Escalante
Salvador Escalante là một đô thị thuộc bang Michoacán, México. Năm 2005, dân số của đô thị này là 38502 người.